# Karel Fonteyne
Karel Fonteyne (1950) is een Belgisch kunstfotograaf, geboren in Koningshof in Antwerpen. Hij raakte internationaal bekend door zijn werk binnen de modewereld gedurende de jaren '80 en begin jaren '90.

## Biografie
Na zijn artistieke studies aan het SISA in Antwerpen begon Karel Fonteyne een carrière als kunstfotograaf. In 1980 verhuisde hij naar Italië waar hij onmiddellijk gelanceerd werd in een carrière van modefotograaf, die 17 jaar zou duren en hem over de hele wereld bracht. Vanaf 1996 legde hij zijn focus opnieuw op kunstfotografie.
Hij werkte samen met Martin Margiela, Dirk Bikkembergs, Walter Van Beirendonck, Marina Yee et Dirk Van Saene.
In 1994 besloot hij een punt te zetten achter dit hectische bestaan en opende hij een art guesthouse in Menorca, waarna hij zich opnieuw toelegde op zijn eigen kunstfotografie.
Tegenwoordig woont en werkt Karel Fonteyne zowel in Mechelen als in Menorca.

## Werk
Zijn uitgebreide oeuvre (het resultaat van 50 jaar fotografie) bestaat uit reeksen die geïnspireerd zijn door het dagelijkse leven of door de actualiteit die hij herinterpreteert en als een puzzel  terug intuïtief ineen legt. De compositie en de montage van de verschillende elementen van zijn werk zijn van essentieel belang. 

### Boeken
- 1980 - Entre chien et loup
- 1987 - See Stars
- 1990 - Black Earth
- 2007 - Pistoleros
- 2014 - Tales of Silence
- 2020 - Spell.[2]

## Tentoonstellingen
Fonteyne stelde zijn werk tentoon in Maison Européenne de la Photographie (Parijs), Bozar (Brussel), Rencontres de la photographie d'Arles (Arles), Fotoforum Kassel (Kassel), Museo Fundació Joan Miró (Barcelona), Museo Español de Arte Contemporáneo (Madrid), Internationaal Cultureel Centrum (ICC) (Antwerpen), Museum van Hedendaagse Kunst Antwerpen (muhka) (Antwerpen), Noorderlicht (Groningen), Biennale de Photographie en Condroz (België).